# Vlag van Ooststellingwerf

Vlag van de gemeente Ooststellingwerf

De vlag van Ooststellingwerf is op 2 oktober 1963 vastgesteld als de gemeentelijke vlag van de Friese gemeente Ooststellingwerf.  De vlag kan als volgt worden beschreven:
Een vlag, waarvan de lengte zich verhoudt tot de hoogte als 3:2, gedeeld van rood en wit, met dien verstande, dat de deellijn op één derde van de lengte is aangebracht, gemeten van de broekzijde; over alles heen ene gaande griffioen van het een in het ander.
De vlag bestaat uit twee vlakken in de verhouding van 1:2. Het vlak aan de stokzijde is rood en het vlak aan de vluchtzijde wit. Over de hele vlag is een griffioen afgebeeld, waarbij deze in het rode vlak wit en in het witte vlak rood is afgebeeld. De griffioen en de kleuren zijn afkomstig van het gemeentewapen. Het ontwerp was van Mr. G.A. Bontekoe, oud-burgemeester van Ooststellingwerf.

## Verwante afbeeldingen

Wapen van Ooststellingwerf
Vlag van de Stellingwerven

Achtkarspelen · 
Ameland · 
Dantumadeel · 
De Friese Meren · 
Harlingen · 
Heerenveen · 
Leeuwarden · 
Noardeast-Fryslân · 
Ooststellingwerf · 
Opsterland · 
Schiermonnikoog · 
Smallingerland · 
Súdwest-Fryslân · 
Terschelling · 
Tietjerksteradeel · 
Vlieland · 
Waadhoeke · 
Weststellingwerf